# FK Radnički 1923
Ne pas confondre avec le OK Radnički Kragujevac (section de volley-ball) ou le ŽRK Radnički Kragujevac (section de handball).
Maillots
Dernière mise à jour : 19 août 2025.
Le Fudbalski Klub Radnički 1923 (en serbe : Фудбалски Клуб Рaднички 1923), plus couramment abrégé en Radnički Kragujevac, est un club serbe de football fondé en 1923 et basé dans la ville de Kragujevac.
Il évolue en première division du championnat serbe depuis la saison 2021-2022.

## Historique
- 1923 : fondation du club
- 1969 : première saison parmi l'élite yougoslave

## Bilan sportif

### Palmarès
| Compétitions nationales | Anciennes compétitions                                                                       |
| --- | -------------------------------------------------------------------------------------------- |
| - Championnat de Serbie de deuxième division (1) : - Champion : 2020-2021. - Vice-champion : 2009-2010. - Championnat de Serbie de troisième division (1) : - Champion : 2016-2017. | - Championnat de Yougoslavie de deuxième division (2) : - Champion : 1968-1969 et 1973-1974. |

### Bilan par saison
| Saison    | Championnat | Championnat | Championnat | Championnat | Championnat | Championnat | Championnat | Championnat | Championnat | Championnat | Coupe de Serbie     |
| Saison    | Division    | Pos         | Pts         | J           | V           | N           | D           | BP          | BC          | Diff        | Coupe de Serbie     |
| --------- | ----------- | ----------- | ----------- | ----------- | ----------- | ----------- | ----------- | ----------- | ----------- | ----------- | ------------------- |
| 2006-2007 | 3e Ouest    | 7e          | 50          | 34          | 13          | 11          | 10          | 50          | 42          | +8          | —                   |
| 2007-2008 | 3e Ouest    | 4e          | 43          | 30          | 11          | 10          | 9           | 27          | 24          | +3          | —                   |
| 2008-2009 | 3e Ouest    | 8e          | 41          | 30          | 12          | 5           | 13          | 38          | 28          | +10         | —                   |
| 2009-2010 | 3e Ouest    | 1er         | 69          | 30          | 21          | 6           | 3           | 56          | 19          | +37         | —                   |
| 2010-2011 | 2e          | 2e          | 74          | 34          | 22          | 8           | 4           | 61          | 22          | +39         | —                   |
| 2011-2012 | 1re         | 6e          | 47          | 30          | 11          | 14          | 5           | 38          | 27          | +11         | Huitièmes de finale |
| 2012-2013 | 1re         | 13e         | 31          | 30          | 7           | 10          | 13          | 25          | 35          | -10         | Seizièmes de finale |
| 2013-2014 | 1re         | 13e         | 32          | 30          | 7           | 11          | 12          | 30          | 49          | -19         | Huitièmes de finale |
| 2014-2015 | 1re         | 16e         | 19          | 30          | 4           | 7           | 19          | 17          | 42          | -25         | Huitièmes de finale |
| 2015-2016 | 2e          | 16e         | 12          | 30          | 2           | 6           | 22          | 23          | 63          | -40         | Seizièmes de finale |
| 2016-2017 | 3e Ouest    | 1er         | 62          | 30          | 17          | 11          | 2           | 43          | 21          | +22         | Tour préliminaire   |
| 2017-2018 | 2e          | 11e         | 36          | 30          | 10          | 6           | 14          | 32          | 39          | -7          | —                   |
| 2018-2019 | 2e          | 4e          | 59          | 37          | 16          | 11          | 10          | 42          | 36          | +6          | Seizièmes de finale |
| 2019-2020 | 2e          | 8e          | 42          | 30          | 11          | 9           | 10          | 31          | 26          | +5          | Seizièmes de finale |
| 2020-2021 | 2e          | 1er         | 69          | 34          | 20          | 9           | 5           | 52          | 26          | +26         | Seizièmes de finale |
| 2021-2022 | 1re         | 14e         | 35          | 37          | 9           | 8           | 20          | 34          | 60          | -26         | Seizièmes de finale |
| 2022-2023 | 1re         | 8e          | 42          | 37          | 11          | 9           | 17          | 37          | 43          | -6          | Seizièmes de finale |

Légende
- Promotion en division supérieure.
- Relégation en division inférieure.

### Bilan européen
Note : dans les résultats ci-dessous, le score du club est toujours donné en premier
| Saison    | Compétition      | Tour            | Club        | Domicile | Extérieur | Total             |
| --------- | ---------------- | --------------- | ----------- | -------- | --------- | ----------------- |
| 2024-2025 | Ligue Conférence | Deuxième tour Q | Mornar Bar  | 1 - 0    | 1 - 2 ap  | 2 - 2 (3 - 4 tab) |
| 2025-2026 | Ligue Conférence | Deuxième tour Q | KÍ Klaksvík | 0 - 0    | 0 - 1     | 0 - 1             |

Légende
- Victoire ou qualification pour le tour suivant.
- Match nul.
- Défaite ou élimination de la compétition.

## Personnalités du club

### Entraîneurs du club
| - Sava Paunović (1997 - 1998) - Žarko Olarević (1998) - Slobodan Stašević (1998 - 1999) - Sava Paunović (1999 - 2000) - Miroslav Jovanović (2000 - 2001) - Bogdan Korak (2004 - 2005) - Milan Samardžić (2007 - 2008) | - Bahrija Hadžić (2008) - Slavko Vojičić (2008 - 2009) - Slobodan Stašević (2009) - Vlado Čapljić (2010 - 2011) - Slavenko Kuzeljević (2011 - 2012) - Dejan Đurđević (2012 - 2013) - Dragoljub Bekvalac (2013) | - Radmilo Ivančević (2013 - 2014) - Predrag Ristanović (2014) - Dragoljub Bekvalac (2014) - Neško Milovanović (2014 - 2015) - Radovan Radaković (2015 - 2016) - Aleksandar Linta (2020 - 2021) |

### Anciens joueurs du club
| - Đorđe Rakić - Danko Lazović - Predrag Spasić - Predrag Đorđević | - Stevan Kovačević - Nenad Tomović - Luka Milivojević |